# Sexy Sadie
Pistes de The Beatles
Everybody's Got Something to Hide Except Me and My Monkey Helter Skelter
Sexy Sadie est une chanson des Beatles écrite par John Lennon (créditée Lennon/McCartney), évoquant en termes accusateurs le Maharishi Mahesh Yogi, parue sur le disque 2 du double « Album blanc » le 22 novembre 1968. 

## Genèse et composition
De février à avril 1968, les Beatles sont à Rishikesh au nord de l'Inde, dans l'âshram du Maharishi Mahesh Yogi, pour recevoir son enseignement sur la méditation transcendantale. Ils y vivent une extraordinaire période créative, composant plus de 40 chansons qui rempliront la quasi-totalité de l'« Album blanc » et jusqu'à leurs albums solos après leur séparation, en passant par quelques titres d'Abbey Road. Mais le séjour se termine dans la désillusion, et même, dans le cas de John Lennon, dans le ressentiment le plus total.
Une rumeur courant l'âshram met le feu aux poudres. D'une part, les Beatles commencent à se demander si le Maharishi n'en veut pas qu'à leur argent. D'autre part, ce dernier aurait fait des avances à Mia Farrow, l'actrice américaine présente lors de ce séjour en compagnie de sa sœur Prudence, rumeur démentie par l'actrice elle-même dans sa propre autobiographie :

« …Nous nous sommes installés en position du lotus pour méditer. Après une vingtaine de minutes, nous nous sommes retrouvés sur nos pieds, toujours face à face, et comme je suis habituellement un peu désorientée après la méditation, j’ai cligné des yeux quand, tout à coup, j’ai pris conscience de deux bras masculins et velus autour de moi. J’ai paniqué et grimpé les escaliers en m’excusant tout le long du chemin. Une fois dehors, j'ai couru aussi vite que j'ai pu jusqu'à la chambre de Prudence où, bien entendu, elle était en train de méditer. J'ai bredouillé quelque chose au sujet de la cellule du Maharishi, de ses bras et de sa barbe, et elle m'a répondu : « C'est un honneur d'être touché par un saint homme après la méditation, une tradition ». De toute manière, dans l'état d'esprit où je me trouvais, même si Jésus-Christ en personne m'avait serrée dans ses bras, je l'aurais mal interprété. »

« On a prétendu qu'il avait essayé de se faire Mia Farrow et quelques autres filles », raconte John Lennon, « On a discuté toute la nuit pour tenter de savoir si c'était vrai ou pas et George a commencé à penser que c'était possible. Alors, si George doutait du Maître, il devait y avoir quelque chose là-dessous. On est allés voir le Maharishi. Toute la bande a déboulé dans sa cabane, un très luxueux bungalow dans la montagne. Comme d'habitude quand il s'agissait de sale boulot, il a fallu que je sois le meneur. Quel que soit le problème, c'était moi qui prenais la parole quand il fallait y aller. J'ai dit : « On s'en va ! Mais si vous êtes tellement cosmique, vous devez connaitre la raison ! ». Comme ses assistants nous laissaient tout le temps entendre qu'il faisait des miracles, j'ai dit « Vous savez pourquoi ! ». Il m'a jeté un regard qui voulait dire : « Salaud, je te tuerai ! », un regard... Au moment où il m'a regardé comme ça, j'ai su que j'avais percé son bluff. J'ai été un peu dur avec lui. J'attends toujours trop des gens. J'ai attendu ma mère et elle n'est pas venue, c'est pour ça. »
George Harrison raconte la suite : « On a pris une des voitures qui étaient montées jusque-là (...) pour retourner à Delhi. On a conduit des heures, John chantait une chanson qu'il venait de commencer : « Maharishi, what have you done? / Maharishi, qu'as-tu fait ? », « Tu ne peux pas dire ça, c'est ridicule » ai-je répondu. J'ai alors trouvé le titre « Sexy Sadie » et John a utilisé ce nom à la place de Maharishi. »
« Je me suis dégonflé, Je n'ai pas voulu écrire « Maharishi, qu'as-tu fait, tu t'es foutu de nous ! », explique John Lennon. Sa chanson commencera donc par les mots « Sexy Sadie, what have you done? You made a fool of everyone ». Et il écrit plus loin dans son texte, sarcastiquement : « We gave her everything we owned, just to sit at her table, Just a smile would lighten everything, Sexy Sadie, she's the latest and the greatest of them all » (« Nous lui avons donné tout ce que nous possédions rien que pour nous asseoir à sa table, Un simple sourire illuminait toute chose, Sexy Sadie, le/la dernier(e) et le/la plus grand(e) de tous. »). « Je l'ai composée au moment de notre départ » confirme-t-il.
En mars 2008, lors du décès Maharishi Mahesh Yogi, Yoko Ono déclarera au magazine RollingStone : « Si John Lennon était vivant aujourd'hui, il se serait probablement réconcilié avec l'homme qu'il accusait de « se moquer de tout le monde », John aurait été le premier, s'il avait été là, à reconnaître ce que Maharishi a fait pour le monde et à l'apprécier. »

## Enregistrement
Les Beatles répètent et enregistrent 21 prises de la chanson le 19 juillet 1968 dans le studio 2 d'Abbey Road. John Lennon se lâche, et durant cette session, montre à ses camarades le vrai sens de son texte en proférant une bordée d'injures à l'adresse du Maharishi, notamment « who the fuck do you think you are? ». Différentes variantes du titre sont enregistrées, dont la longueur varie de 5 min 36 s à 8 min, certaines plus bluesy, d'autres moins. Mais à la fin de cette journée, Lennon dit : « Je n'aime pas beaucoup le son pour un début, et vous ? ». Tout est à refaire.
Ils s'y remettent le 24 juillet, réalisent 23 nouvelles prises, mais ce n'est toujours pas ça… Enfin, le 13 août, en partant de la « prise 100 », les nouvelles « piste de base » comprennent batterie, piano (les accords montant et descendant qui donnent une couleur spéciale à ce titre sont joués par Paul McCartney), guitare fuzz et voix de John Lennon. La prise 107, considérée comme la meilleure, est choisie pour y effectuer un « reduction mixdown » (report de plusieurs pistes sur une seule afin d'en libérer des nouvelles), prête à recevoir des overdubs. Le 21 août, la chanson est complétée avec le chant définitif de John Lennon, de l'orgue, la basse, les chœurs et un tambourin. Enfin, une dernière modification est effectuée avant la finalisation du master de l’album avec un « edit » de 39 secondes ôtées du morceau, ramenant sa durée telle que nous la connaissons à 3 minutes et 17 secondes. 

## Fiche technique

### Interprètes
- John Lennon : chant, guitare rythmique
- George Harrison : guitare solo, chœurs
- Paul McCartney : basse, piano, orgue, chœurs
- Ringo Starr : batterie

## Reprises
- Paul Weller (1994)
- Andrés Calamaro (2000)
- The Cowlicks (2006)
- Damils (2006)